# Дамджили (печера)
Дамджили (азерб. Damcılı mağarası) — печера напівкруглої форми в Азербайджані, де мешкала людина кам'яної доби (палеоліту й мезоліту). Розташована на південному сході гори Авей, що простяглася від села Даш Салахли Ґазахського району до річки Храмі. Сучасна назва Дамджили походить від крапель води, що просочуються крізь природні тріщини в стіні печери (слово дамджи (азерб. damcı) в перекладі з азербайджанської означає крапля
Печера Дамджили є найбільшою в серії печер гори Авей. Її площа 360 км². Передню частину печери зруйновано внаслідок сильних повеней. Висота з іншого боку — близько 4 м. В ході розкопок виявлено різні знаряддя праці, наконечники стріл, ножі, залишки вогнища, кістки тварин
У гроті печери також виявлено шматки вохри, що говорить про те, що люди того часу розуміли кольори й колірні співвідношення. Ці шари, де виявлена охра, змішані з пізнішими, що свідчить про те, що охру знали вже в епоху мустьє.
Печера Дамджили має схожі риси з археологічним комплексом Гьойтепе, розташованим на території Товузького району.
|                | Джерело в печері Дамджили — це 8-е чудо світу і 1-е чудо Азербайджану. |
| — Самед Вургун |                                                                        |

## Перші розкопки
Печеру Дамджили (6400—6000 до н. е.) вперше виявлено й досліджено 1953 року в ході спільної експедиції азербайджанського археолога Мамедалі Гусейнова і російського дослідника Замятніна. Тут знайдено зразки кераміки доби бронзи та середньовіччя.
Під час палеолітичної археологічної експедиції, очолюваної Мамедалі Гусейновим з ініціативи Музею історії Академії наук Азербайджанської РСР, 1956 року тут проведено перші розкопки. Розкопки тривали аж до 1959 року. Виявлено понад 7 тисяч знарядь праці з каменю, а також близько 2 тисяч кісток тварин.

## Сучасне становище
1989 року на території схилів гори Авей засновано Державний історико-культурний заповідник «Авей». Нині печера Дамджили є одним із об'єктів цього заповідника.
2015 року за ініціативою міністра культури Азербайджанської Республіки Абульфаса Караєва у філії Дамджили Авейського державного історико-культурного заповідника до роботи приступила особлива міжнародна експедиція, до якої, поряд з азербайджанським вченими, залучено також японських дослідників. Головною метою експедиції є дослідження Світової археологічної спадщини, зокрема й печери Дамджили.
В тому ж, 2015 році, між Інститутом археології і етнографії Азербайджану, Авейським державним історико-культурним заповідником та Токійським університетом підписано міжнародний Меморандум.
2015 року на територію печери спрямовано спільну азербайджано-японську експедицію з метою вивчення місцевості. Під керівництвом японського археолога і професора Токійського університету Йошихіро Нішиакі проведено археологічні розкопки, в ході яких виявлено мезолітичний шар, вік якого сягає 8500 років. Знайдено знаряддя праці (середній палеоліт, неоліт); скребки, ножі (верхній палеоліт); залишки камінів (бронза); нуклеуси у формі олівців, різальні інструменти (мезоліт), а також наконечники стріл (неоліт).
2017 року пам'ятки матеріальної культури, знайдені тут, відправлено до Японії на лабораторний аналіз, щоб з'ясувати вік знахідок.
2018 року проведено виставку, головною темою якої були знахідки (понад 2000 знарядь праці, що належать до періоду неоліту), виявлені на території Авейського заповідника під час археологічних розкопок. Прийнято рішення продовжити ділянку автомобільної магістралі Баку — Ґазах — Тбілісі, яка з'єднується із селищем Даш Салахли, на 3 км до печери Дамджили.
На початку 2019 року почалося будівництво нової дороги, що веде до печери Дамджили.
Планується відкриття музею.